# Mechnice (Grande-Pologne)
Pour les articles homonymes, voir Mechnice.
Mechnice est une localité polonaise de la gmina et du powiat de Kępno en voïvodie de Grande-Pologne.